# Mack 10
Mack 10 (настоящее имя — Дедрик Ролисон, англ. Dedrick Rolison; р. 9 августа 1971, Инглвуд, Калифорния) — американский актёр и рэпер.

## Биография
Родился 9 августа 1971 года в Инглвуде, в США в смешанной афро-американско-мексиканской семье.

### Семья
- Жена — Тионн «T-Boz» Уоткинс, (R & B трио TLC) с 2000 года (в 2004 году подала на развод)
- Дочь — Чейз Анела Ролисон[1] (р. 20 октября 2000 года).

## Творчество
Первое выступление было с Ice Cube в «Бутлеги & B-Sides» компиляции на трек «What Can I Do? (Remix)». Первый сольный альбом, также носящий имя Mack 10, выпустил в 1995 году с компанией Priority Records, специализирующейся на поп-музыке и хип-хопе. Был членом хип-хоп-трио Westside Connection вместе с Ice Cube и WC. Платиновый альбом этой группы, Bow Down, достиг второго места в еженедельном чарте альбомов Billboard 200. Высокую оценку получил и следующий его альбом, Based on a True Story; критик Джейсон Берчмейер писал: 

Мак с радостью заполняет пустоту [в жанре гангста-рэпа] этим вдохновенным альбомом… Самое главное — Мак здесь сохраняет радостное легкомыслие и солнечные, пульсирующие ритмы G-фанка, непохожие на пугающий, предельно хардкоровый стиль, к которому обратились многие из его коллег с Западного побережья…Оригинальный текст (англ.)Mack gladly fills the void with a spirited album... Perhaps most importantly, though, Mack maintains a lighthearted attitude here that emphasizes good times and sunny, loping G-funk rhythms rather than the sort of menacing, hardest-of-the-hardcore one that so many of his West Coast peers had turned toward...
Отличительной чертой третьего альбома, The Recipe, было участие почти в каждой композиции приглашённых звёзд. Следующий диск, The Paper Route, продавался заметно хуже, и после него Mack 10 занялся поиском нового стиля. Шагом в этом направлении стал выпущенный лейблом Cash Money Records альбом Bang or Ball. В 2003 году состоялось его возвращение в хит-парады с сольным диском Ghetto, Gutter & Gangster и вторым альбомом группы Westside Connection Terrorist Threats, выпущенным Capitol Records и получившим статус золотого. В 2007 году фирма Capitol Records выпустила диск избранных произведений Mack 10, Foe Life: The Best of Mack 10.

### Места в чартах
Альбомы Mack 10 неоднократно занимали высокие места в чартах:
- Mack 10 (1995) — 33-е место в хит-параде Billboard 200 и 2-е место в чарте альбомов в стиле R&B
- The Recipe (1998) — 15-е место в Billboard 200
- The Paper Route (2000) — 19-е место в Billboard 200
- Presents da Hood (2002) — 2-е место в чарте Independent Albums
- Soft White (2009) — 5-е место в чарте рэп-альбомов

Высшим достижение в хит-параде синглов Billboard Hot 100 в карьере Mack 10 было 37-е место с синглом «Backyard Boogie» в 1997 году. В хит-парадах рэповых синглов его композиции неоднократно — в 1995, 1997 (дважды) и 1998 годах — входили в десятку; высшее, третье, место занял в 1997 году сингл «Nothin’ But the Cavi Hit».

### Карьера в кино
Начиная с 1995 года композиции Mack 10 используются в художественных фильмах, в том числе:
- «Анаконда» (1997)
- «Аферисты», «Чёрный бизнес», «Булворт» и «Гонка» (все 1998)
- «Ромео должен умереть» (2000)
- «За мной последний танец» и «Сквозные ранения» (оба 2001)
- «Кровавый алмаз» (2006)

Он также снялся в ряде кинофильмов и телесериалов, а в ленте 2002 года «Немотивированное насилие» (англ. Random Acts of Violence) сыграл главную роль.